# Santa Maria (District fédéral)
Santa Maria est une région administrative du District fédéral au Brésil, un État qui abrite la capitale nationale, Brasilia. Cette région administrative tire son nom de l'un des deux ruisseaux qui l'entourent, Santa Maria et Alagado.

## Histoire

### Origines
Les origines de la ville de Santa Maria remontent à la création du District fédéral au Brésil. Située dans cette région, Santa Maria a été établie dans le cadre du Programme d'Assentamento de Famílias de Baixa Renda (Programme d'Installation de Familles à Faible Revenu) et des lotissements semi-urbanisés mis en place par le Gouvernement du District fédéral. lorsque Brasilia a été conçue comme nouvelle capitale, de nombreuses personnes ont migré vers la région en raison des opportunités économiques et de l'emploi offertes par ce projet d'envergure. Cependant, la population croissante de Brasilia a nécessité la création de nouvelles villes satellites pour accueillir les travailleurs et les résidents supplémentaires. La région a été désignée en utilisant une partie du Núcleo Rural Santa Maria, qui faisait autrefois partie du territoire de Gama. Cette création a été rendue possible par la loi n° 348/92, promulguée le 4 novembre 1992.
Cependant, ce n'est qu'en février 1993 que la région administrative de Santa Maria a été officiellement reconnue par le décret n° 14.604, établissant ainsi la première parcelle résidentielle dans le quartier QR 201 Conjunto A Lote 1 de Santa Maria Sul. Depuis lors, Santa Maria a connu un développement continu, notamment grâce à son expansion économique et aux investissements gouvernementaux qui ont contribué à son essor en tant que centre urbain dynamique dans le District Fédéral du Brésil.